# Coutures (Żyronda)
Coutures – miejscowość i gmina we Francji, w regionie Nowa Akwitania, w departamencie Żyronda.
Według danych na rok 1990 gminę zamieszkiwało 70 osób, a gęstość zaludnienia wynosiła 21 osób/km² (wśród 2290 gmin Akwitanii Coutures plasuje się na 1104. miejscu pod względem liczby ludności, natomiast pod względem powierzchni na miejscu 1522.).